# Эс-Сения
Эс-Сения (араб. السانية‎) — город на северо-западе Алжира, на территории вилайета Оран. Административный центр одноимённого округа.

## Географическое положение
Город находится в северной части вилайи, вблизи от побережья Средиземного моря и является южным пригородом города Оран. Абсолютная высота — 77 метров над уровнем моря.

Эс-Сения расположена на расстоянии приблизительно 350 километров к западу-юго-западу (WSW) от столицы страны Алжира.

## Демография
По данным переписи, на 2008 год население составляло 96 928 человек.
Динамика численности населения города по годам:
| 1977   | 1987   | 1998   | 2008   | 2012    |
| ------ | ------ | ------ | ------ | ------- |
| 17 030 | 31 068 | 64 235 | 96 928 | 119 876 |

## Транспорт
К югу от города расположен аэропорт Оран Эс Сения.